# Таємний зв'язок
Таємний зв'язок (також відомий як Secret Band ) — документ, складений кардиналом Бітоном і підписаний деякими шотландськими лордами 24 липня 1543 року. Вони погодилися протистояти союзу з Англією, який мав на меті одруження Марії, королеви Шотландії з принцом Едвардом.

## Історичний контекст
Після смерті Якова V Шотландського в грудні 1542 року його донька Марія, королева Шотландії, яка щойно народилася, зайняла шотландський престол. Боротьба за регентство між кардиналом Бітоном і графом Арраном закінчилась перемогою останнього. 1 липня 1543 року граф Арран уклав Грінвіцький договір з Генріхом VIII, королем Англії. Згідно з договором, Марія була заручена із сином Генріха, Едуардом. Союз  Англії та Шотландії, який передбачався договором, був суперечливим з початку його створення: англоцентричній політиці договору протистояло багато шотландський лордів, які  вважали за краще продовжувати Старий союз із Францією.

## Секретний зв'язок
24 липня 1543 року, коли проводилась підготовка до переїзду Марії з палацу Лінлітгоу в замок Стерлінг, лідери шотландсько-французької угоди уклали зобов’язання, складені кардиналом Бітоном, в якому вони зобов’язувалися чинити опір тому, що царство буде «вільним від наших англійських ворогів ». Серед підписантів були:
- Джордж Гордон, 4-й граф Гантлі
- Арчибальд Кемпбелл, 4-й граф Аргайл
- Метью Стюарт, 4-й граф Леннокс
- Патрік Гепберн, 3-й граф Ботвелл
- Джон Ґордон, 11-й граф Сазерленд
- Вільям Ґрем, 3-й граф Ментейт
- Джон Ерскін, 5-й лорд Ерскін
- Вільям Рутвен, 2-й лорд Рутвен
- Малкольм Флемінг, 3-й лорд Флемінг
- Вільям Крайтон, 5-й лорд Крайтон з Санкуара
- Девід Драммонд, 2-й лорд Драммонд
- Джон Лайл, 4-й лорд Лайл
- Дом Джорджа, 4-й будинок лорда
- Вільям Абернеті, 5-й лорд Солтаун
- Лорд Ловат, господар Ловата
- Майстер Forbes [1]

## Наслідки
У грудні 1543 року Грінвіцький договір був відхилений Шотландським парламентом. Відмова Шотландії від договору та її схильність до укладання  союзу з Францією призвело до Наполегливого Сватання — спроб Генріха VIII нав’язати свою подружню політику силою, яка тривала до Норемського договору 1551 року.